# Albert Haelwegh

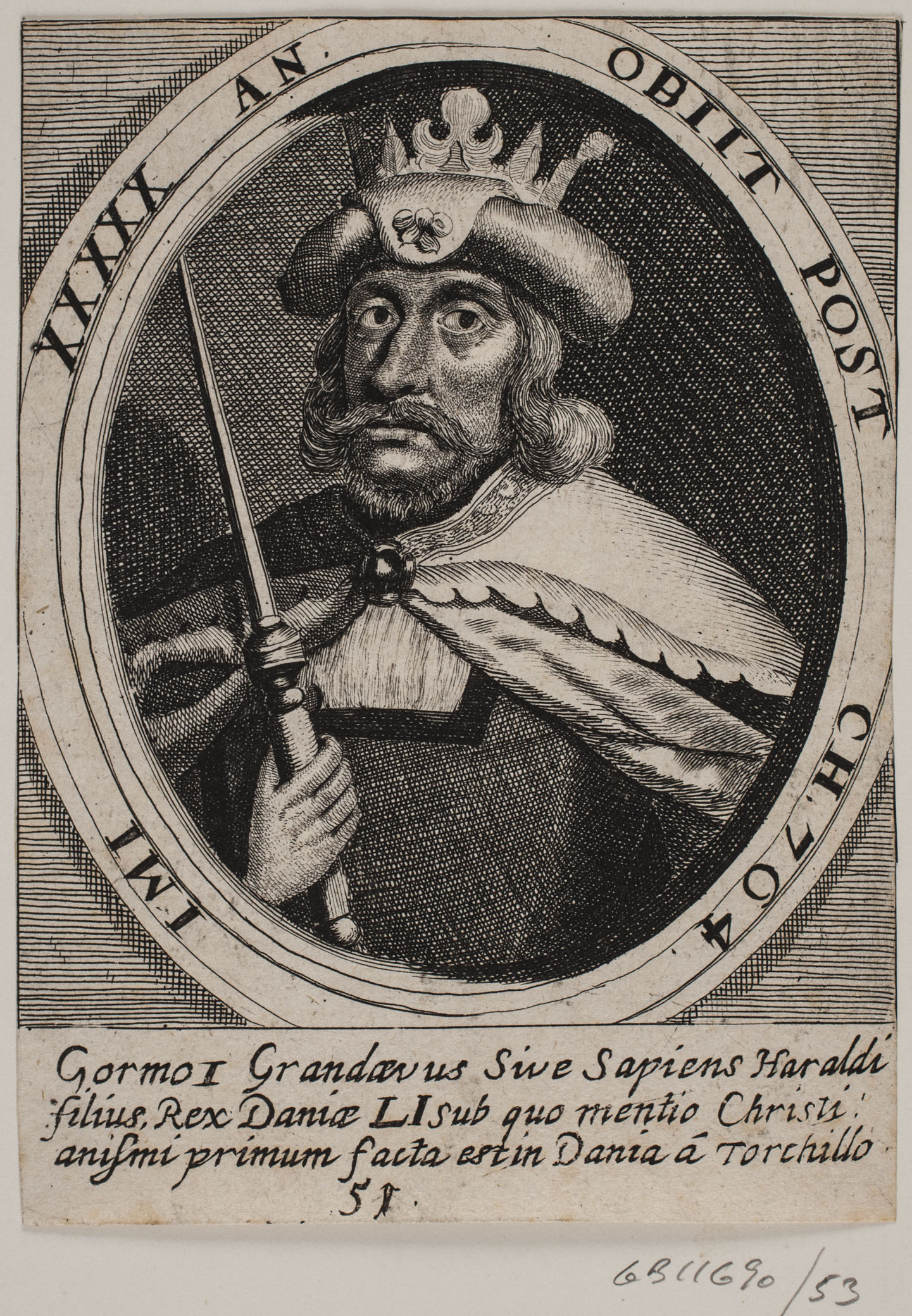
Fantasieportret van Gormo I Grandævus in “Regum Daniæ Icones” (1646)

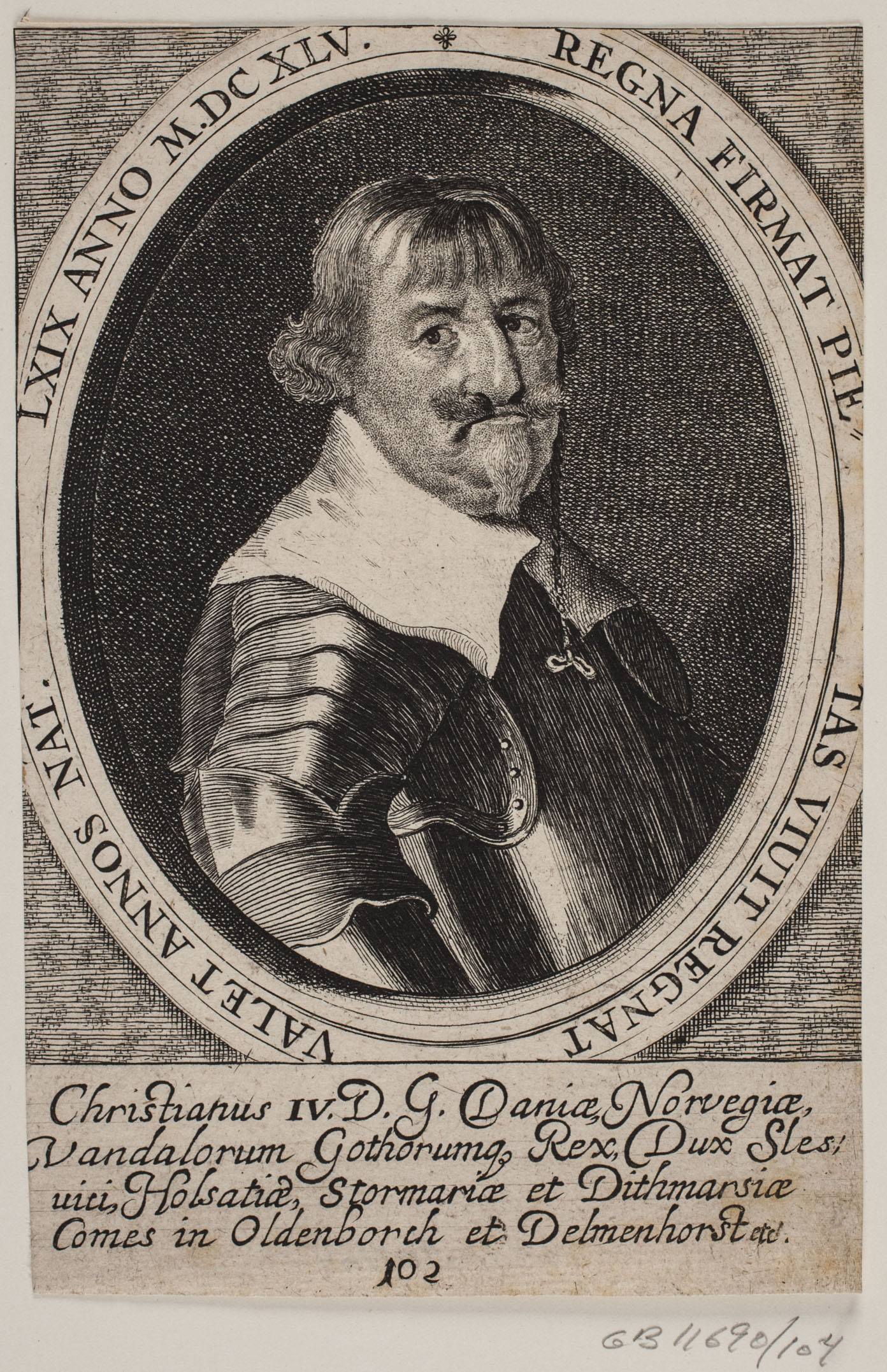
Portret van Christiaan IV van Denemarken in Regium Daniæ Icones (1646)

Albert Haelwegh (ook Haalweg, Haelweg, Haelwech of Halwech) (Deventer, 1 januari 1621 (doop) – Kopenhagen, ±28 augustus 1673) was een Nederlandse graveur.
Hij was een van de meest vooraanstaande meester-graveurs van de tijd. Zowel in Nederland als in Denemarken was zijn invloed zeer groot.

## Persoonlijk
Albert Haelwegh was de zoon van zilversmid Nicolaas Haelwech en diens vrouw Sophie Hessinck. Alberts broer Adriaen Haelwegh (1639 –1702) was eveneens graveur en heeft ook in Denemarken gewerkt.
Albert Haelwegh woonde van 1647 tot 1672 in Kopenhagen. Hij trouwde daar op 10 juli 1653 met Anne Hansdatter († mrt 1676), de zuster van Abraham Wuchters’ 2e vrouw. Hun zoons Adam en Albrecht Haelwegh waren eveneens (koper)graveurs.

## Werk
De stijl en techniek van Haelweghs vroege werk doen denken aan die van kunstschilder en graveur Pieter Soutman en koperetser en graveur Jonas Suyderhoeff. Mogelijk hebben zij samen gestudeerd bij Simon van de Passe (ca. 1595-1647). Veel van Haelweghs vroege werk was gebaseerd op stukken van Von Sandrart en Van de Passe en Karel van Mander (I).
In 1645 leverden Haelwegh en Suyderhoeff beide bijdragen aan een expositie van Joachim von Sandrart.
Op 16 mei 1647 werd hij door koning Christiaan IV van Denemarken benoemd tot “Graveur des Konings”. Vanaf 1655 ontving hij jaarlijks 200 Deense rijksdaalders (dk: rigsdaler), waarvoor hij alle graveerwerkzaamheden moest uitvoeren die de koning wenste. Als “Graveur des Konings” graveerde hij de portretten van alle koningen van Denemarken en van een aantal voorname Deense personen.
Samen met twee andere Nederlandse kunstenaars, Karel van Mander (III) en Abraham Wuchters, droeg Haelwegh bij aan een periode van artistieke bloei aan het Deense hof, welke in contrast stond met de politieke en militaire neergang van het Deense koninkrijk.
Haelwegh maakte een kleine 200 portretten van belangrijke mensen in Denemarken, vaak gebaseerd op werken van portretschilders Karel van Mander (III), Abraham Wuchters en Heinrich Dittmers.
In het boek “Regum Daniæ Icones” uit 1646 staan 102 van Haelweghs gravures van de Deense koningen vanaf de legendarische koning Dan tot Christiaan IV afgebeeld. Het betreft zowel fantasieportretten van de vroegste koningen als authentieke portretten, die origineel zijn of gebaseerd op andere werken.
Albert Haelwegh werkte ook in opdracht van de Universiteit van Kopenhagen.
De werken die Haelwegh na 1660 maakte zijn vooral in compositie en inlijsting beïnvloed door de Franse kunstschilder en graficus Robert Nanteuil.

## Overlijden
Haelwegh overleed in 1673 en werd begraven op begraafplaats “Holmens Kirkegård” in Østerbro (Denemarken).